# St. Peter (Born)

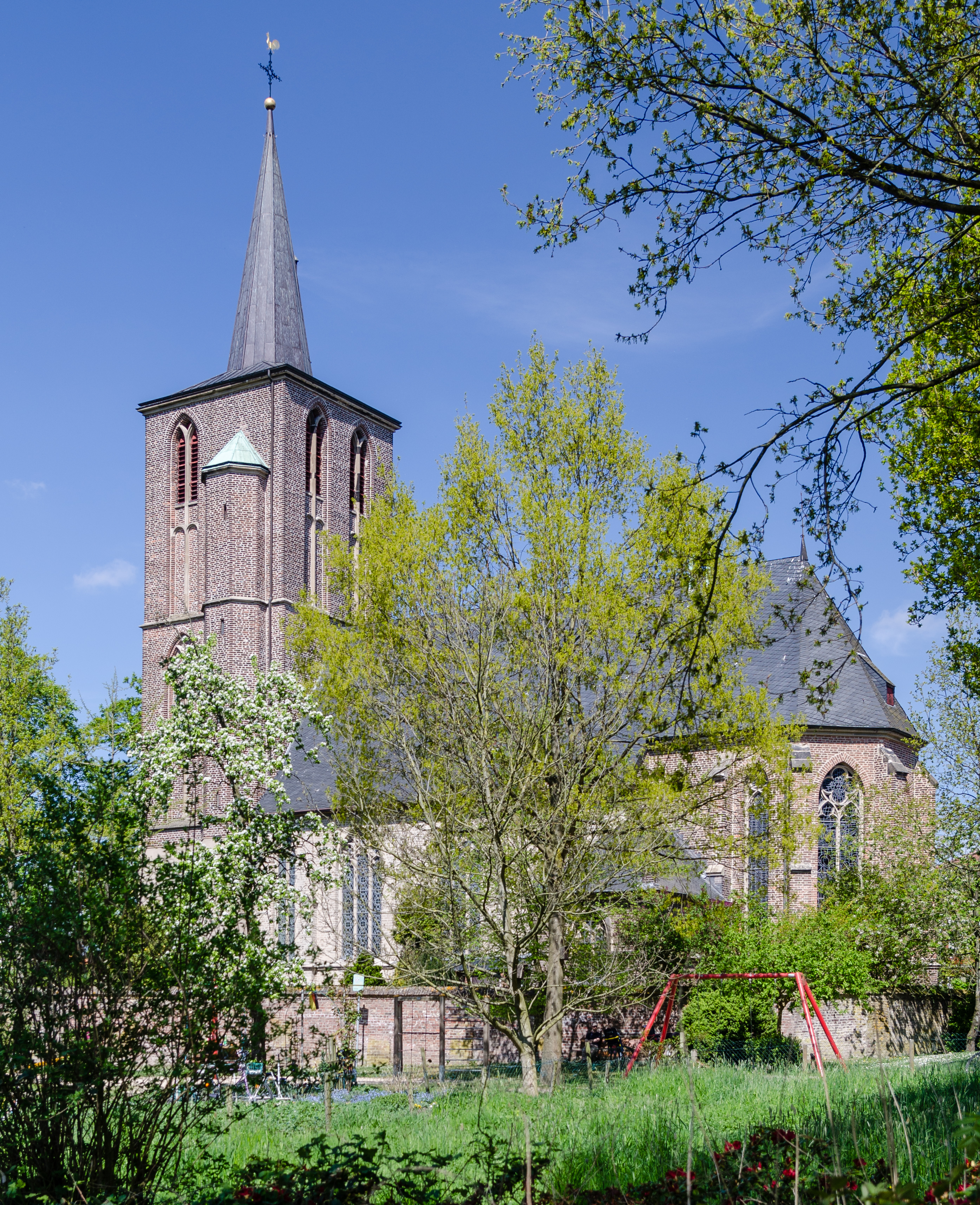
Pfarrkirche St. Peter

Die römisch-katholische Pfarrkirche St. Peter ist ein denkmalgeschütztes Kirchengebäude in Born, einem Ortsteil der Gemeinde Brüggen im Kreis Viersen (Nordrhein-Westfalen).

## Geschichte und Architektur
Die Pfarre ist wohl aus einer Eigenkirche des verschwundenen Hauses Born hervorgegangen. Sie ist seit dem Ende des 15. Jahrhunderts dem Kreuzherrenkloster in Brüggen inkorporiert.
Das Gebäude steht oberhalb des Borner Sees auf einem ummauerten aufgelassenen Friedhof. Die dreischiffige Pseudobasilika mit einem Chor aus einem Joch und 5/8 Schluss ist mit einem hohen Satteldach gedeckt. Der Chor mit den zweiteiligen Maßwerkfenstern wurde 1433 errichtet. Das einschiffige Langhaus von 1450 wurde bis 1457 dreischiffig erweitert. Es wurden dreiteilige Fenster mit reichen Maßwerkformen eingebaut. Von 1466 bis 1467 wurde der dreigeschossige, mit Maßwerkblenden verzierte und von Treppentürmchen begleitete Westturm errichtet. Der zu niedrige Turmhelm wurde 1802 erneuert. Das Langhaus ist durch Ornamentfenster gegliedert. Die Chorverglasung wurde 1950 von Ursula Quincke angefertigt.

## Ausstattung
- Die reich geschnitzten Seitenaltäre stammen von der Mitte des 17. Jahrhunderts
- Die Taufe vom 13. Jahrhundert ist aus Namurer Blaustein gearbeitet. Das büttenförmige, mit vier Masken belegte Becken ruht auf einem Mittelzylinder und vier Säulen
- Ein Beichtstuhl ist vom 17. Jahrhundert, der Andere vom 18. Jahrhundert